# James Craig Watson
James Craig Watson (28 tháng 1 năm 1838 - 22 tháng 11 năm 1880) là nhà thiên văn học người Mỹ gốc Canada, khám phá ra sao chổi và các hành tinh vi hình. Giám đốc Đại học Michigan của Đài thiên văn Detroit tại Ann Arbor, và trao Giải thưởng Lalande vào năm 1869.

## Cuộc đời và Sự nghiệp
Ông sinh ở làng Fingal, Ontario, Canada. Gia đình ông di chuyển sang định cư ở Ann Arbor, Michigan, Hoa Kỳ năm 1850. Khi lên 15 tuổi, ông vào học ngôn ngữ cổ điển ở Đại học Michigan. Ông tốt nghiệp cử nhân năm 1857 và nhận bằng thạc sĩ sau hai năm nghiên cứu về thiên văn học dưới sự hướng đẫn của giáo sư Franz Brünnow. Ông trở thành Giáo sư Vật lý và giảng viên Toán học. Năm 1863, ông là giám đốc thứ nhì của Đài thiên văn Detroit, kế thừa Franz Brünnow. Ông đã viết sách giáo khoa Theoretical Astronomy (Thiên văn học lý thuyết) xuất bản năm 1868 bởi  J. B. Lippincott & Co. Sách giáo khoa này là một tài liệu tham khảo tiêu chuẩn trong hơn ba mươi năm.
Ông đã phát hiện 22 tiểu hành tinh, bắt đầu từ tiểu hành tinh 79 Eurynome năm 1863. Tiểu hành tinh 139 Juewa được ông phát hiện tại Bắc Kinh (Trung Quốc) khi ông tới đây để quan sát sự đi qua Mặt Trời của Sao Kim năm 1874. Tên Juewa do nhà chức trách Trung Quốc chọn (瑞華, hoặc ruìhuá trong bính âm Hán ngữ). Vào năm 1872, một tiểu hành tinh khác là 121 Hermione được phát hiện từ Ann Arbor, Michigan và tiểu hành tinh này được tìm thấy có một vệ tinh hành tinh vi hình vào năm 2002.
Ông là người rất tin sự tồn tại của hành tinh Vulcan, một hành tinh giả thiết là gần Mặt Trời hơn Sao Thủy, nhưng nay được biết là nó không tồn tại (tuy nhiên sự tồn tại của hành tinh nhỏ Vulcanoid vẫn được coi là có thể có). Ông tin rằng mình đã nhìn thấy hai hành tinh như vậy trong dịp nhật thực tháng 7 năm 1878 tại Wyoming.

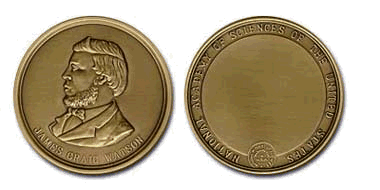
Huy chương James Craig Watson

Ông qua đời vì bị bệnh viêm phúc mạc khi mới 42 tuổi và được chôn cất tại Forest Hill, Ann Arbor. Ông đã thu gom được số tiền lớn lao từ các hoạt động kinh doanh khác, và đã để lại di sản hiến tặng để lập Huy chương James Craig Watson được trao hai năm một lần bởi Viện Hàn lâm Khoa học Quốc gia Hoa Kỳ vì những đóng góp đáng kể vào Thiên văn học. Người kế nhiệm của ông, Edward Holden đã hoàn thành đài quan sát dưới lòng đất của Watson, nhưng tuyên bố nó vô dụng sau khi ông nhận thấy rằng ngay cả những ngôi sao sáng nhất cũng không thể quan sát được.
| 79 Eurynome       | 14 tháng 09 năm 1863 |
| 93 Minerva        | 24 tháng 08 năm 1867 |
| 94 Aurora         | 06 tháng 09 năm 1867 |
| 100 Hekate        | 11 tháng 07 năm 1868 |
| 101 Helena        | 15 tháng 08 năm 1868 |
| 103 Hera          | 07 tháng 09 năm 1868 |
| 104 Klymene       | 13 tháng 09 năm 1868 |
| 105 Artemis       | 16 tháng 09 năm 1868 |
| 106 Dione         | 10 tháng 10 năm 1868 |
| 115 Thyra         | 06 tháng 08 năm 1871 |
| 119 Althaea       | 03 tháng 04 năm 1872 |
| 121 Hermione      | 12 tháng 05 năm 1872 |
| 128 Nemesis       | 25 tháng 11 năm 1872 |
| 132 Aethra        | 13 tháng 06 năm 1873 |
| 133 Cyrene        | 16 tháng 08 năm 1873 |
| 139 Juewa         | 10 tháng 10 năm 1874 |
| 150 Nuwa          | 18 tháng 10 năm 1875 |
| 161 Athor         | 19 tháng 04 năm 1876 |
| 168 Sibylla       | 28 tháng 09 năm 1876 |
| 174 Phaedra       | 02 tháng 09 năm 1877 |
| 175 Andromache    | 01 tháng 10 năm 1877 |
| 179 Klytaemnestra | 11 tháng 11 năm 1877 |

## Vinh danh và giải thưởng
Watson đã giành được Giải thưởng Lalande do Viện Hàn lâm Khoa học Pháp trao tặng vào năm 1869. Ông là thành viên của Viện Hàn lâm Khoa học Quốc gia Hoa Kỳ và Hiệp hội Triết học Hoa Kỳ. Ông nhận bằng Tiến sĩ Triết học danh dự của Đại học Leipzig vào năm 1870, và từ Đại học Yale vào năm 1871, và bằng Tiến sĩ Luật của Đại học Columbia vào năm 1877.
Tiểu hành tinh ở vành đai chính 729 Watsonia và hố Watson trên Mặt Trăng được đặt theo tên ông nhằm vinh danh ông.